# Ніколас Едвард Браун
Ніколас Едвард Браун (англ. Nicholas Edward Brown; 11 липня 1849, Редгілл — 25 листопада 1934, Лондон) — англійський ботанік, систематик.

## Біографія
Ніколас Едвард Браун розпочав роботу у 1873 році як асистент у гербарії Королівських ботанічних садів в К'ю. У 1901 році Ніколас Едвард Браун опублікував наукову роботу «Флора Тропічної Африки» («Flora of Tropical Africa»). Він став помічником куратора у 1909 році та займав цю посаду аж до своєї відставки у 1914 році.
Ніколас Едвард Браун помер у Лондоні у 1934 році.

## Наукова діяльність
Ніколас Едвард Браун спеціалізувався на водоростях та насіннєвих рослинах. Він є автором важливих наукових робіт з таксономії, у тому числі з таксономії сукулентів. Ніколас Едвард Браун також вивчав деякі родини рослин, у тому числі Aizoaceae, Asclepiadáceae та Глухокропивові.

## Наукові праці
- Flora of Tropical Africa, 1901.
- Публікації наукових праць у Kew Bull[4].
- Публікації наукових праць у Flora Capensis[4].